# Vårvikke
Vårvikke (Vicia lathyroides), ofte skrevet vår-vikke, er en plante i ærteblomst-familien. I Danmark findes vårvikke hist og her på tørre overdrev og skrænter.